# (4837) Bickerton
(4837) Bickerton (1989 ME) – planetoida z grupy pasa głównego asteroid okrążająca Słońce w ciągu 5,72 lat w średniej odległości 3,2 j.a. Odkryta 30 czerwca 1989 roku.